# Římskokatolická farnost Kyjov
Římskokatolická farnost Kyjov je územní společenství římských katolíků s farním kostelem Nanebevzetí Panny Marie a svatého Cyrila a Metoděje v kyjovském děkanátu a olomoucké arcidiecézi.  Na území farnosti žilo v roce 2016 ve třech obcích kolem 12 300 obyvatel. K farnosti nepatří místní část Kyjova Bohuslavice, ta je součástí sousedního hodonínského děkanství a brněnské diecéze.

## Historie farnosti

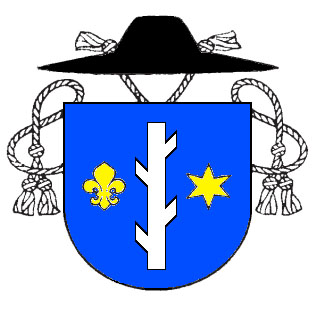
Znak farnosti a děkanátu

Na konci 12. století byl Kyjov v majetku premonstrátského kláštera Hradisko a jeho opat Michal nechal někdy po roce 1171 postavit první kostel sv. Martina. Počátkem 18. století Kyjov uvažoval o povznesení a rozvoji města, k čemuž potřeboval zvýšení řemeslnické výroby a větší návštěvnost týdenních trhů. K tomu mohla dopomoci stavba kláštera, kterým se město chtělo vyrovnat jiným významným sídlům. Poměrně oblíbeným církevním řádem mezi šlechtou i řadovým obyvatelstvem byl tehdy řád kapucínů. Kapucíni také stavěli poměrně jednoduché a nenákladné kostely, což byl další důvod, proč se finančně vyčerpané město rozhodlo tímto způsobem. S vybudováním kláštera souhlasil 26. května 1709 ministr řádu v Římě a také 30. května 1709 sám císař Josef I. s podmínkou, že zde bude pouze dvanáct osob, které nebudou sbírkami příliš zatěžovat domácí obyvatelstvo. Po ujištění císařské kanceláře z 19. listopadu 1709, že kapucíni nebudou na újmu práv farního kostela (quoad iura parochialia – pokud se týká práv farářových) a kázat budou až po skončení farních bohoslužeb, souhlasila na konci roku s jejich příchodem i olomoucká konzistoř. Kapucíni do Kyjova přišli 19. října 1710. Stavba kostela byla zahájena v dubnu 1718 a 3. dubna 1720 ukončena. Kostel byl požehnán 29. června 1721, vysvěcen byl až 17. října 1723 olomouckým biskupem hrabětem Františkem Juliánem Braidou.
Nástup josefinských reforem znamenal i konec kapucínského řádu v Kyjově po 74 letech. Zrušení kláštera bylo kapucínům oznámeno 14. října 1784 a na odchod jim byla dána lhůta tří měsíců, tj. do 14. ledna 1785. Kostel byl 19. listopadu 1784 prohlášen za farní. Nevýhodou staršího svatomartinského kostela byla jeho poloha mimo opevnění města (trpěl častými nájezdy) a také nedostatečná kapacita. Starý kostel měl prostory pro 696 věřících, nový pak pro 1 152 věřících. V roce 1787 bylo zřízeno kyjovské děkanství.

## Znak farnosti a děkanátu
Ve znaku je na modrém poli zobrazen stříbrný kyj, převzatý z městského znaku Kyjova. Zlatá lilie vlevo pochází z erbu premonstrátského řádu. Město do roku 1539 patřilo jejich klášteru Hradisko. Zlatá šesticípá hvězda vpravo je z erbu olomouckého biskupa Wolfganga Hannibala von Schrattenbach, za jehož působení byl kyjovský farní kostel v roce 1723 vysvěcen.

## Duchovní správci
Přehled duchovních správců od roku 1771:
- 1771–1807 P. František Bernard Dědek (1733–1806)
- 1807–1814 P. Karel Dědek (1776–1813)
- 1814–1842 P. Josef Dědek (1770–1853)
- 1843–1864 P. Dr. Tomáš Eichler (1800–1864)
- 1864–1871 P. Jan Lukas (1808–1871)
- 1871–1886 P. František Parák (1832–?)
- 1886–1889 P. František Zmeškal (1855–1911)
- 1889–1904 P. Antonín Doležel (1846–1904)
- 1905–1925 P. František Páleník (1863–1925)
- 1925–1951 P. Josef Ošťádal (1878–1951)
- 1953–1968 P. Jan Španěl
- 1968–1973 ThDr. Mons. Josef Moštěk (1913–1986)
- 1973–1990 P. Antonín Bělík (1932–2002)
- 1990–1992 P. Antonín Kupka (1939–2017)
- 1992–1997 P. František Pěnčík (* 1951)
- 1997–2001 P. Bohumil Vícha (* 1955)
- 2001–2011 P. Josef Lambor (* 1955)
- 2011–2013 P. Mgr. Svatopluk Pavlica (* 1976)
- 2013–2023 P. Mgr. Vladimír Mrázek (* 1977)
- od 2023 P. ThLic. Pavel Stuška, Ph.D. (* 1979)

Od července 2023 je farářem P. ThLic. Pavel Stuška, Ph.D., který je také děkanem kyjovského děkanátu. Ve farnosti působí kaplani P. Marek Adamík a P. Jan Faltýnek.

## Bohoslužby
| Kostel                                              | Místo | Bohoslužba (den)                                 | Hodina | Poznámka     |
| --------------------------------------------------- | ----- | ------------------------------------------------ | --- | ------------ |
| Nanebevzetí Panny Marie a svatého Cyrila a Metoděje | Kyjov | neděle pondělí úterý středa čtvrtek pátek sobota | 7.30, 9.00, 10.30, 18.30 (gymnazijní kaple) 18.30 (léto)/17.00 (zima) 6.45 18.30 (léto)/17.00 (zima) 6.45 (gymnazijní kaple) 18.30 6.45 | farní kostel |

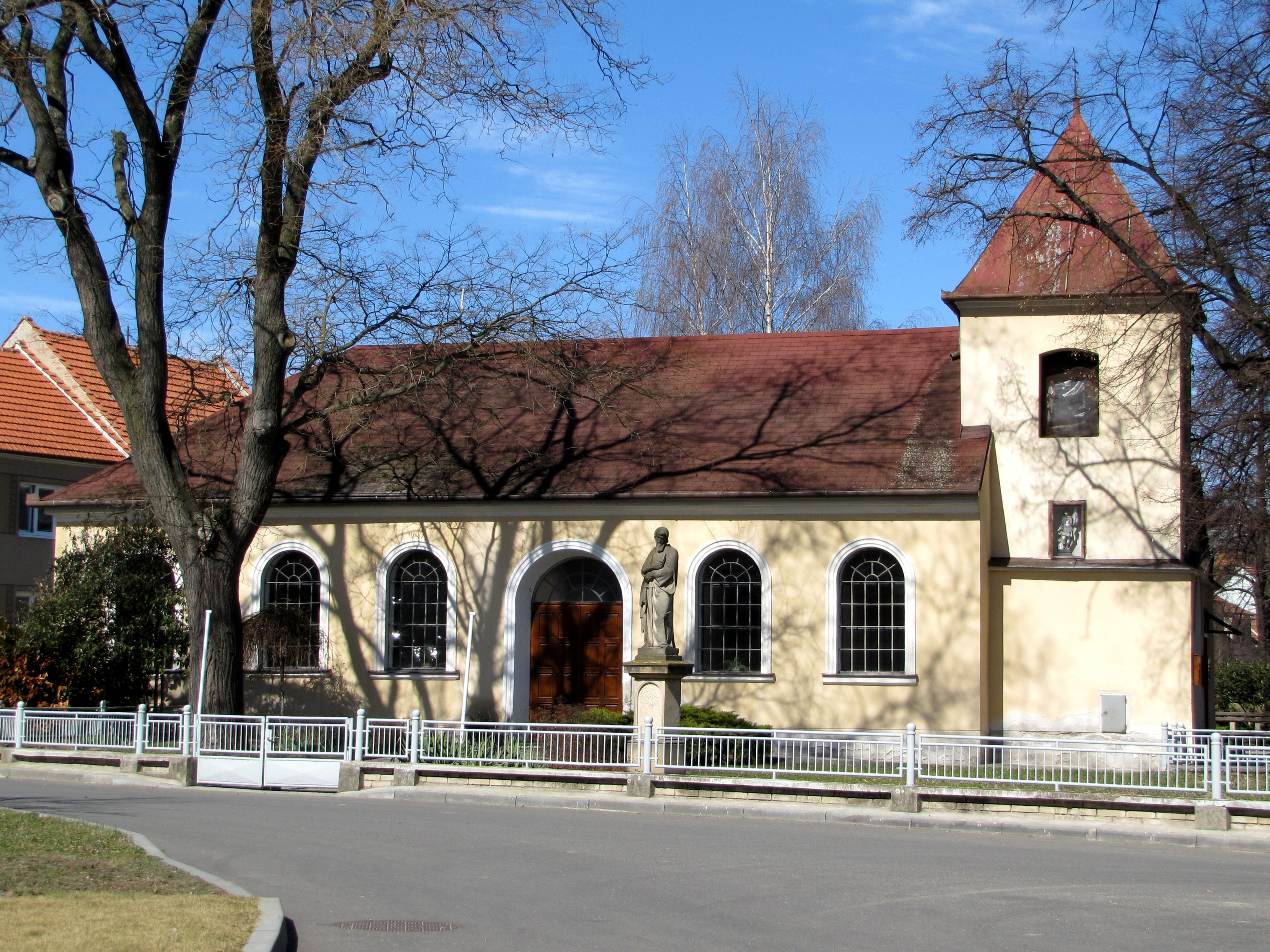
Kaple Nejsvětějšího srdce Panny Marie v Sobůlkách
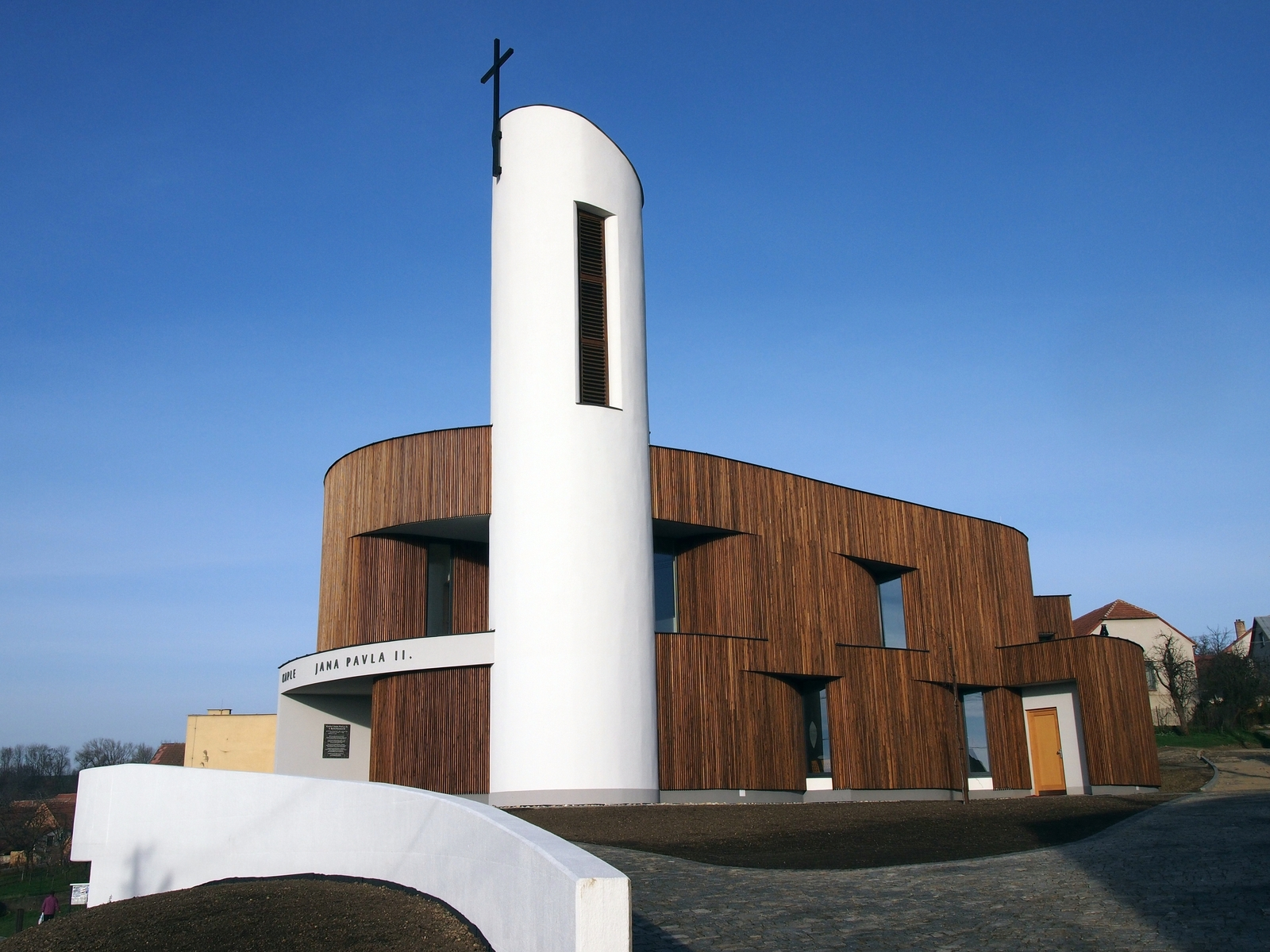
Kaple svatého Jana Pavla II. v Bukovanech
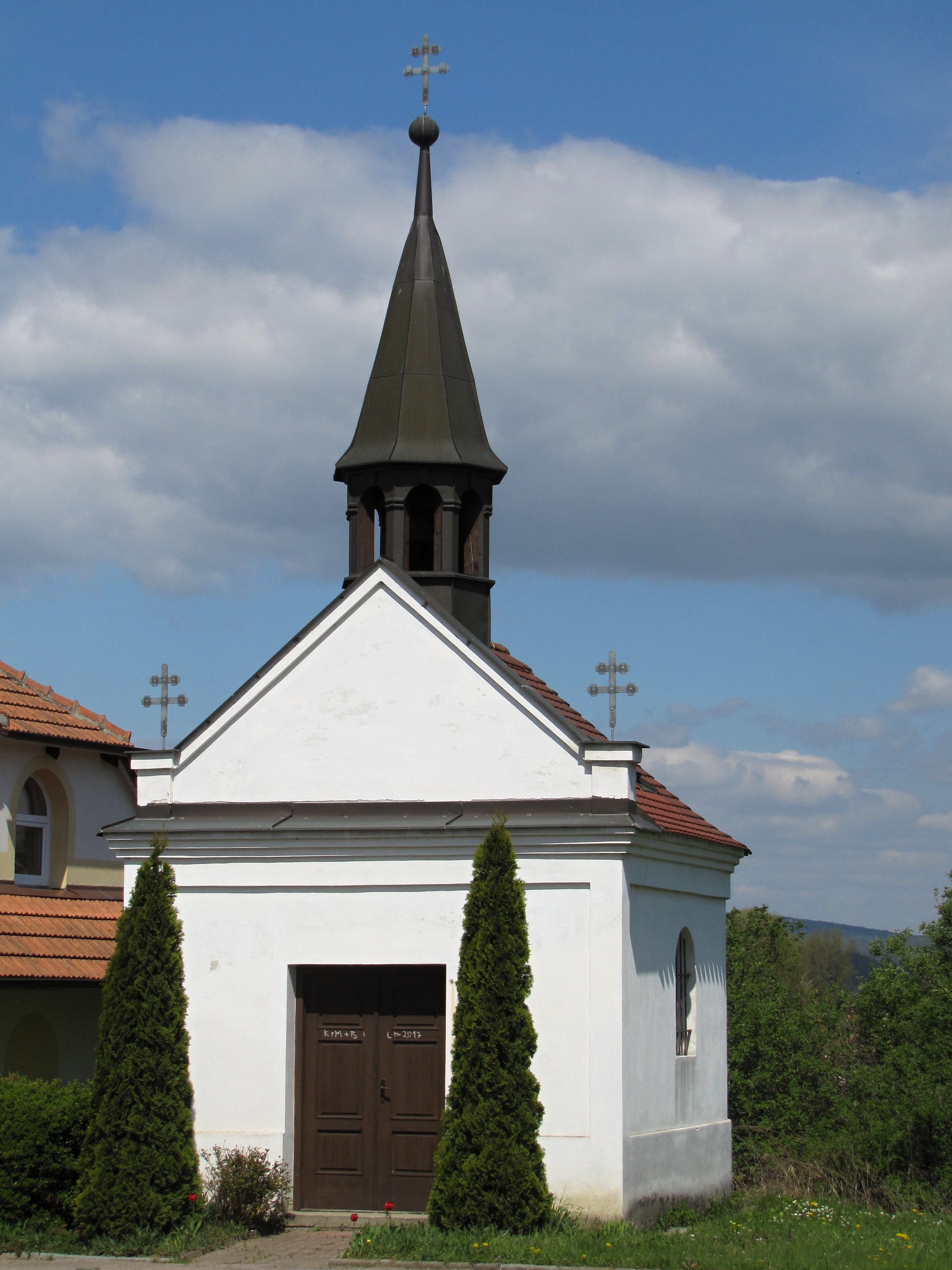
Kaple v Nětčicích
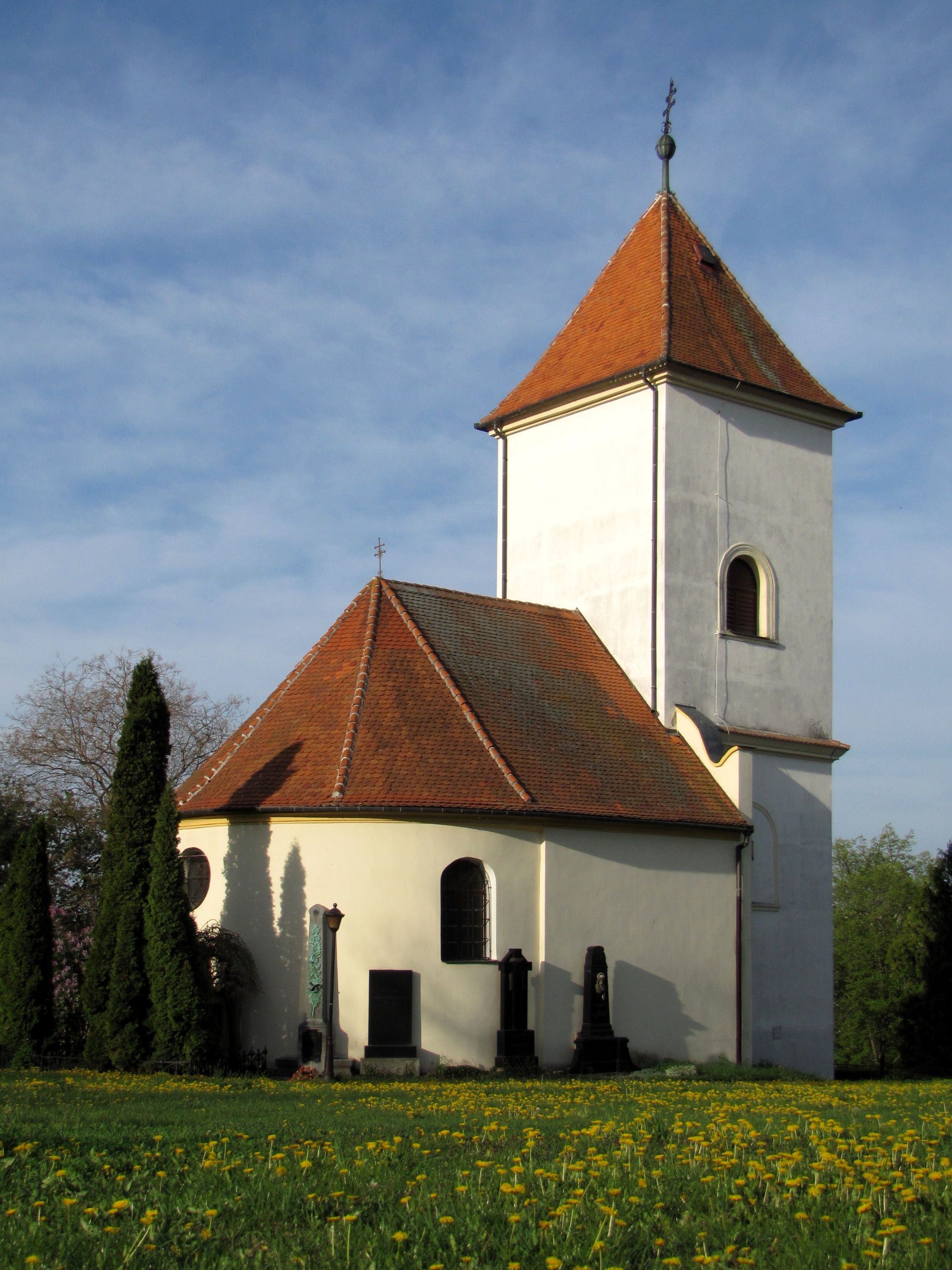
Kaple svatého Josefa
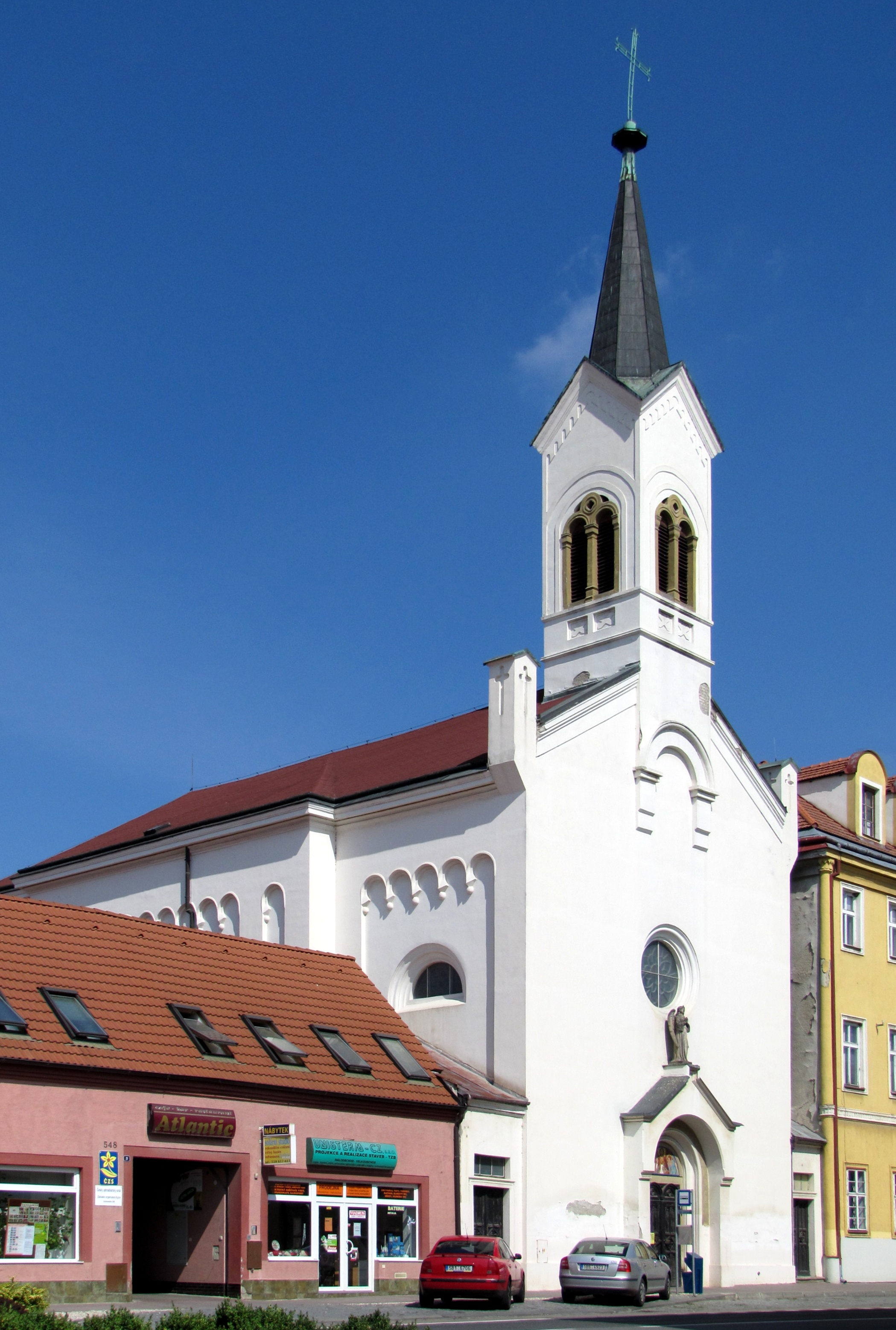
Kaple svatého Jana Kalasanského
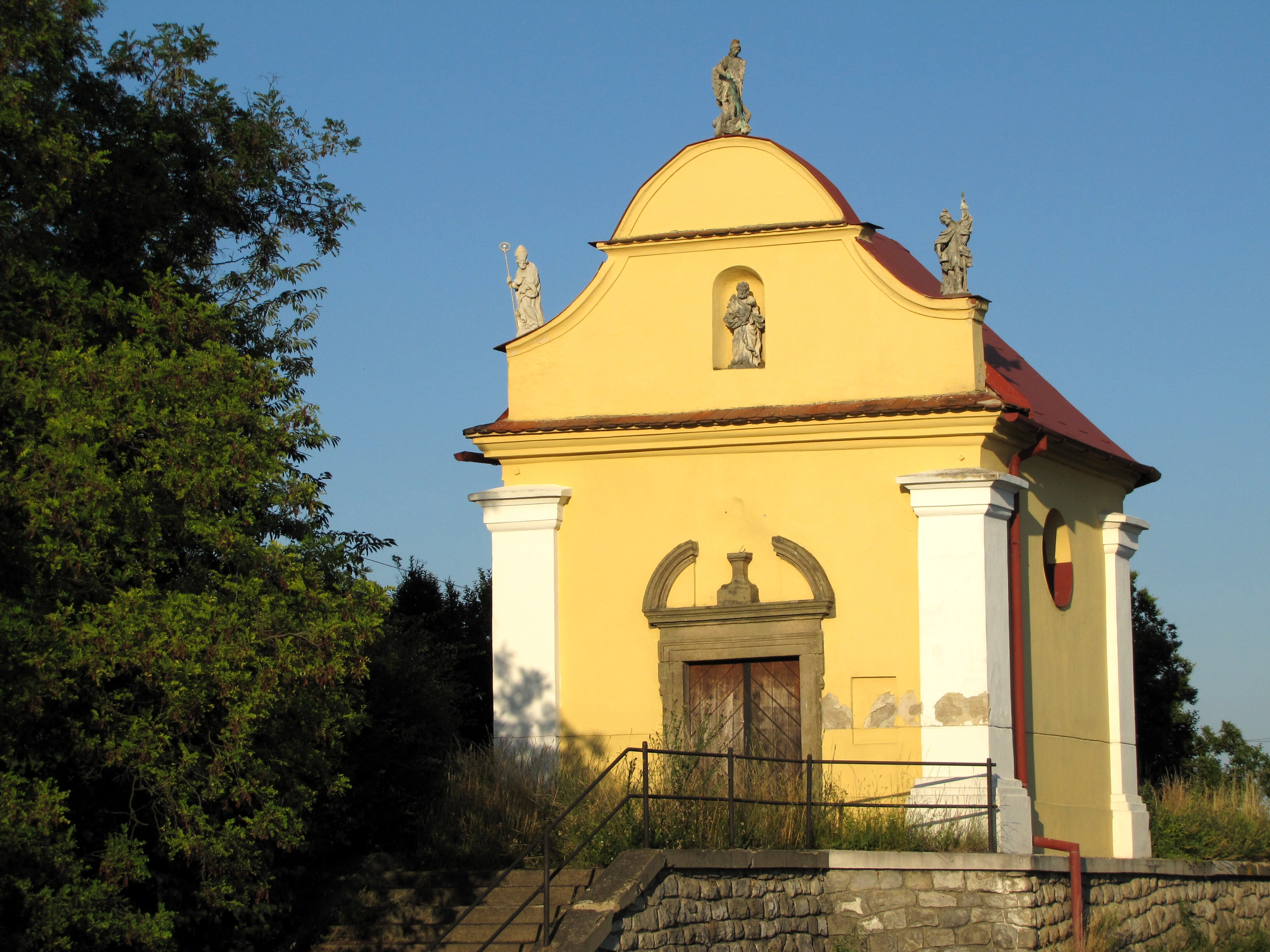
Kaple svatého Rocha
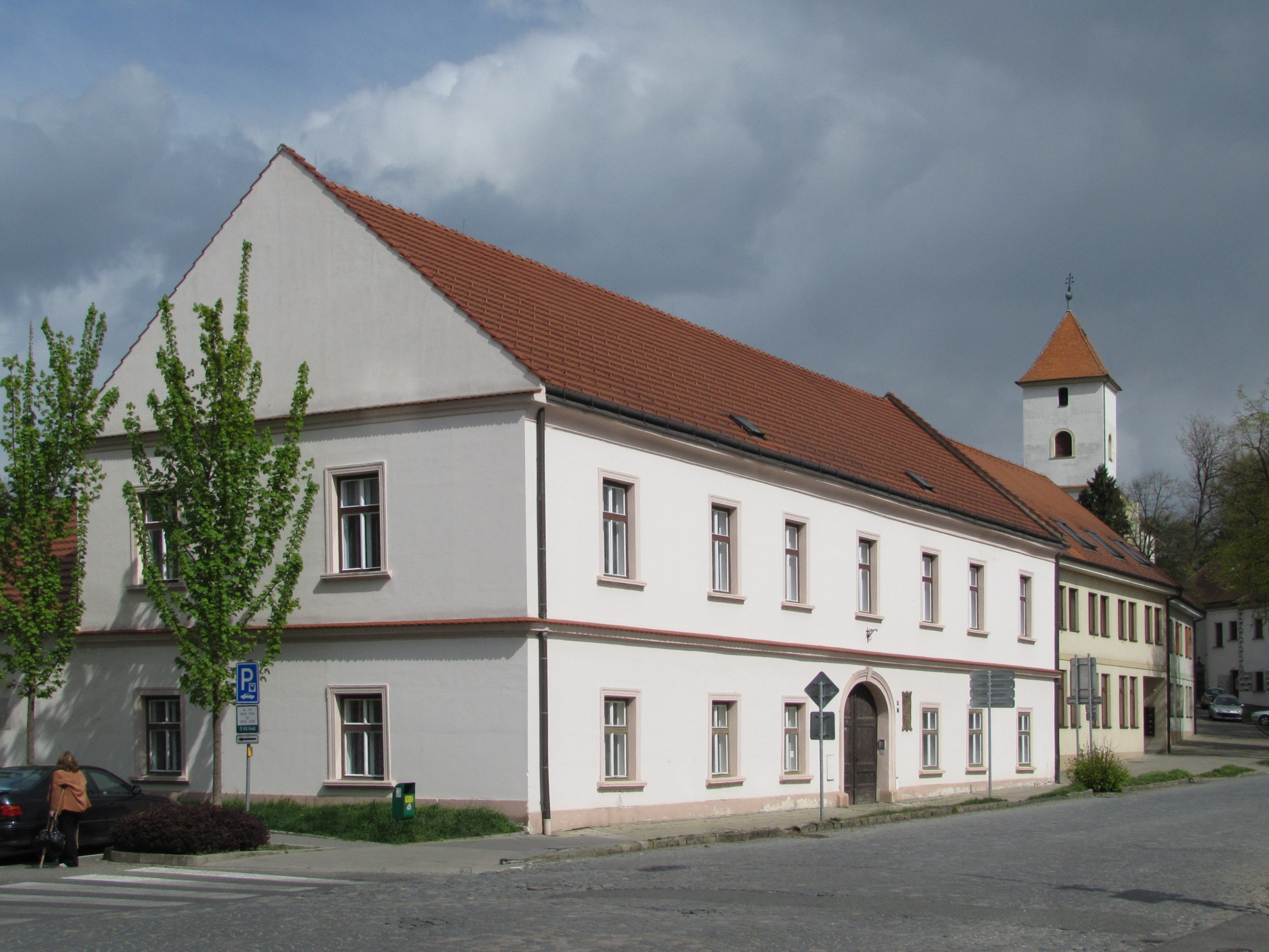
Fara
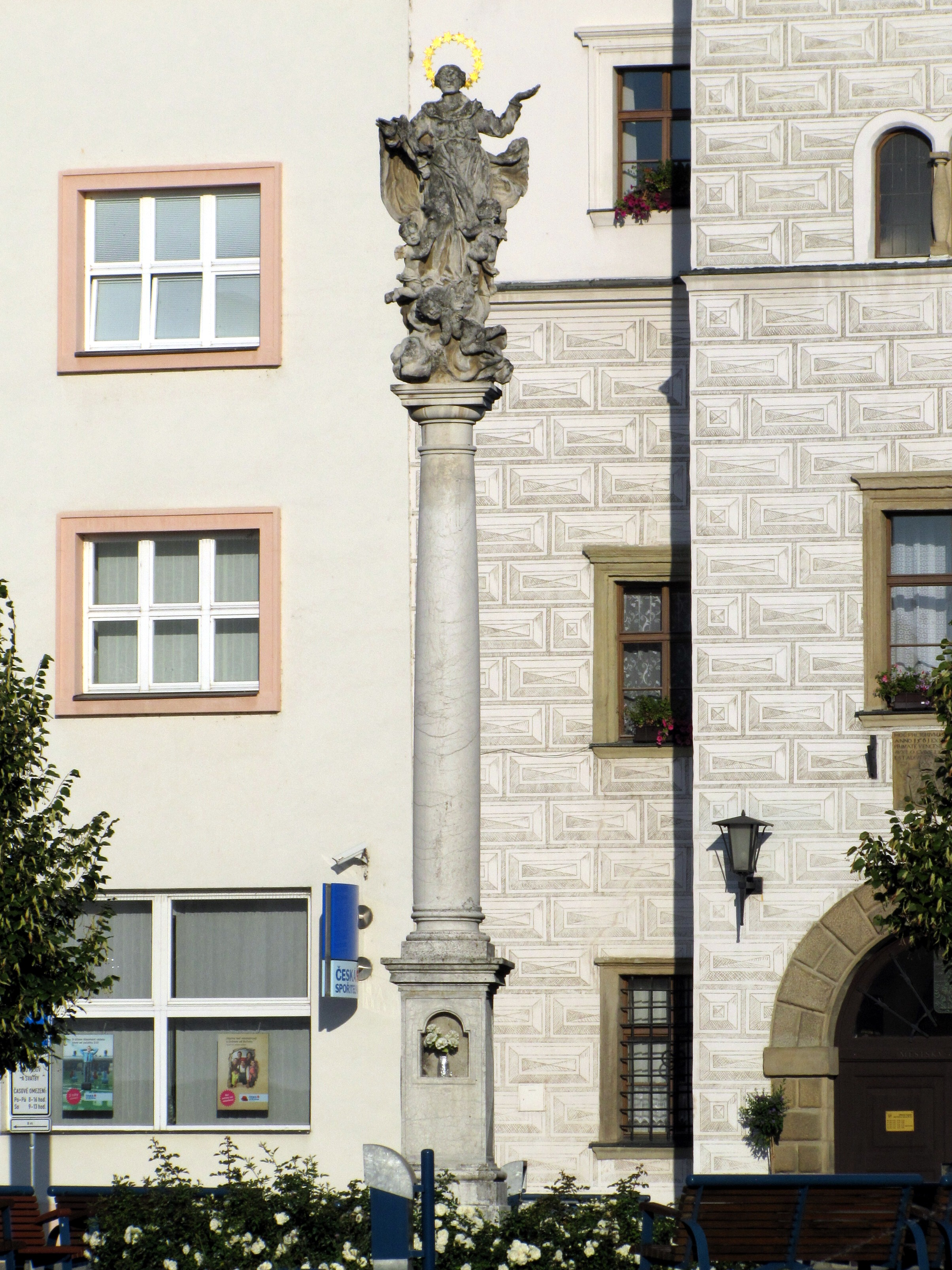
Mariánský sloup
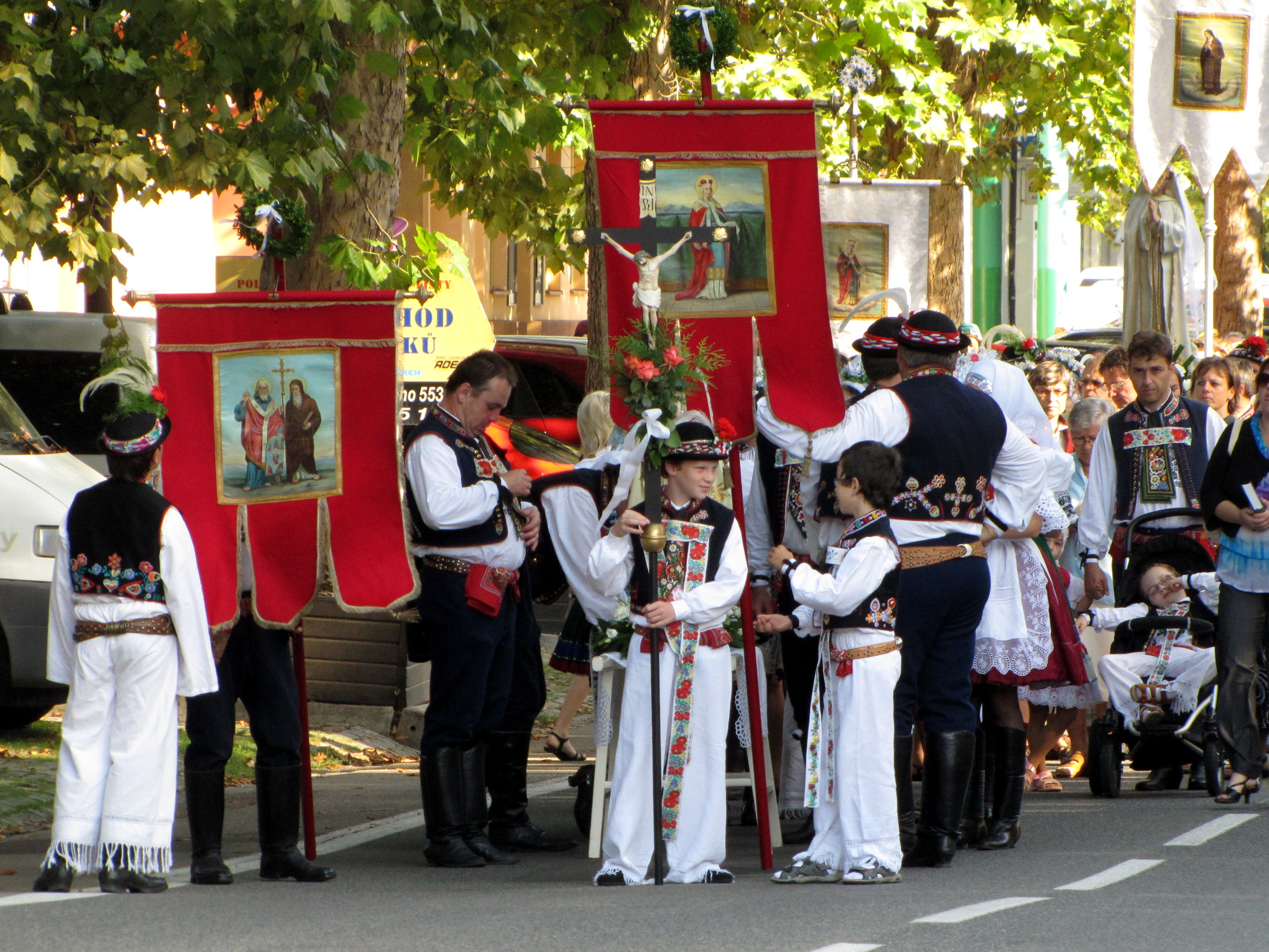
Mariánská pouť

## Aktivity ve farnosti
Na území farnosti se pravidelně koná Tříkrálová sbírka. V roce 2016 se při ní vybralo v Kyjově 260 041 korun, v Bukovanech 23 305 korun a v Sobůlkách 24 696 korun.
Na konci prázdnin pořádá farnost pro školáky zábavný program, spojený s žehnáním aktovek při poslední prázdninové nedělní bohoslužbě. 
V říjnu 2018 ve farnosti uděloval svátost biřmování biskup Josef Nuzík. 